# ホンダ・アコードハイブリッド
アコード ハイブリッド（Accord hybrid）は、本田技研工業がかつて製造・販売していたセダン型の乗用車で、アコードのハイブリッドモデルである。

## 概要
初代は7代目北米向けアコードをベースにしたもので、インサイト、シビックハイブリッドに続く3車種目のハイブリッドカーであったが、2007年に一度 生産・販売を終了した。その後、2代目は2013年に9代目北米向けアコードをベースにしたPHVとして復活。日本市場ではPHV車に加え、HV車も設定された。
2016年5月26日のハイブリッド車のマイナーチェンジで、日本国内での車種名が8代目の生産終了から約3年2ヶ月ぶりに「アコード」に変更。「HYBRID」の名称はタイプ名として残ったが、2020年2月20日の10代目へのフルモデルチェンジでハイブリッドシステムを「e:HEV（イー エイチイーブイ）」としたことで、タイプ名にも「HYBRID」が付かなくなった（10代目の日本仕様車は9代目の「HYBRID EX」を引き継いだ「EX」のみのタイプ体系となる）。

## 初代 CN3型（2004年 - 2007年）
北米向け7代目アコード（日本では4代目インスパイアとして販売されている）をベースとし、アメリカで発売された。
Honda IMAシステムを搭載する。本システムは、走行時に必ずエンジンが動作しているため、広義の「パラレル型」に該当する。
基本は北米向けアコードV6エンジン搭載型であるが、ハイブリッド化に伴いエンジン、トランスミッションに変更が加えられている。
エンジンはJNA型 V型6気筒 SOHC 2,997ccである。インスパイアやエリシオンのJ30A型と同様に「可変シリンダーシステム（VCM）」が採用され、低負荷では片バンクを休止し、3気筒で運転する。さらに、性能も240hp（179kW）/ 212ft·lbf（287N·m） から255hp（190kW）/ 265ft·lbf（315N·m）に向上されている。
トランスミッションは5速ATであるが、エンジンとの間にアシスト用モーターを収めるために、新開発された薄型のものが採用されている。アシスト用モーターは薄型DCブラシレスモーター。これらのシステムにより、燃費性能はCity mode:25mpg（10.6km/L）/ Highway mode:34mpg（14.5km/L）と、コンパクトなホンダ・シビックと同等であり、動力性能は0-60mph加速が6.7秒であった。
2006年モデルは、AT-PZEV（Advanced Technology - Partial Credit Zero Emission Vehicle：ゼロ排出ガス車として部分換算される先進技術搭載車） 車に認定され、2007年モデルは、燃費性能がCity mode:28mpg（11.9km/L）/ Highway mode:35mpg（14.9km/L）に向上した。
しかし、コンシューマー・レポートのテストによると、アコードハイブリッドの燃費は、標準型エンジンを搭載したアコードV6と比べ平均で2mpg、直4 2.4Lエンジンのアコードと比べ1mpgしか改善されなかった。

### 歴史
- 2004年1月、北米国際自動車ショー（デトロイト・オートショー）において「同年後半にアコードハイブリッドを発売する」と発表し、12月に発売が開始された。
- 2007年6月、販売不振から同年中の生産終了が決定した。総販売台数は、全米で約2万5千台で、2007年モデルは約6千台であった。

## 2代目 CR5/6/7型（2013年 - 2020年）
2013年1月、アメリカにて9代目アコードをベースにしたアコード プラグインがエリア限定で販売が開始された。
ハイブリッドモデルは日本ではPHVモデルと共に2013年6月より販売を開始すると共に3ヶ月ぶりにアコードの名称が復活。日本国内でのセダンの販売も3ヶ月ぶりに再開した。アメリカでも日本に続いて2014年モデルとして2013年10月よりハイブリッドモデルの販売を開始した。アメリカ向けの製造は、ガソリンモデルと同じくオハイオ州メアリーズビルで行われている。
日本では2代目は8代にわたって販売され、2013年3月で製造販売を終了した「アコード」から継承するかたちで日本市場で販売されることとなり、同時に、アコードとしては5代目（CD3-6型）以来の日米共通のボディとなった。寸法は歴代の日本国内向けアコードシリーズでは最大で、全長と全幅は（Eセグメント）に匹敵する。
日本国内向けでは「LX」と「EX」の2グレードを設定。日本向けは（日米欧を通じて）アコード歴代初の足踏み式パーキングブレーキを採用している（2016年5月改良型は電動式に変更）。「EX」ではアダプティブクルーズコントロール（ACC）や5km/h以上の速度で前走車と衝突回避も可能になった進化型CMBS（衝突被害軽減ブレーキ）などを追加している。
オハイオで生産されるアメリカ向けは2015年モデルで販売中止となったが、2017年モデルとして日本で生産される新型を販売する。

### マイナーチェンジ（CR7）
2016年5月の日本におけるマイナーチェンジでは、外内装が刷新され、外装はフロントにインラインタイプのフルLEDヘッドランプ/LEDフォグライトや導光タイプのLEDポジションランプを採用し、リアのストップランプとテールランプもLED化。ボディカラーの入れ替えが行われ、2013年6月販売型で設定されていた「モダンスティール・メタリック」、「アラバスターシルバー・メタリック」、「シャンパンプラチナ・メタリック（オプションカラー）」に替わり、「ディープオーロラ・メタリック（オプションカラー）」、「プレミアムディープロッソ・パール（オプションカラー）」、「ルナシルバー・メタリック」を新たに設定した。内装は木目調パネルの色調を変更したほか、ミラーブラックパネルやグロスワンブラックパネルを採用した。「HYBRID EX」はサイドシルガーニッシュ/トランクスポイラーと18インチアルミホイールを装備し、専用スポーツコンビシートを採用した。
既存の「SPORT HYBRID i-MMD」はリチウムイオンバッテリーの設計を一新して小型・軽量化し、モーター設計や製法も一新することで高出力・高トルク化を実現。エンジンには寒冷時の燃費性能向上寄与のため、排熱回収システムが新たに採用された。この小型化により、トランクはゴルフバッグが4個（従来モデルは3個）入る424Lに増大し、「HYBRID LX」は燃費が31.6km/Lと従来モデルに比べて1.6km/L向上した。
装備面ではエレクトリックギアセレクター、SPORTモードスイッチ、減速セレクターを追加したほか、標準装備のHondaインターナビはApple CarPlayに対応した。安全面も強化し、安全運転支援システム「Honda SENSING（ホンダ センシング）」、車線変更時や合流時などに助手席側後方の確認を補助する「LaneWatch（レーンウォッチ）」、狭い場所での駐車などを助けるパーキングセンサーシステムも標準装備した。さらに、高度化光ビーコンを使用し、信号通過支援・赤信号減速支援・発進遅れ防止支援をメーター内に表示する信号情報活用運転支援システムに世界で初めて対応した。「HYBRID EX」は日本国内のホンダ車では初となるエンジンスタートボタン付きHondaスマートキーシステムを採用した。

### ハイブリッドシステム
ハイブリッドシステムには走行性能と低燃費を高次元で両立する新世代パワートレイン技術「EARTH DREAMS TECHNOLOGY（アース・ドリームス・テクノロジー）」を採用した「SPORT HYBRID i-MMD」（e-CVT）が搭載された。
新開発のLFA型エンジンに、同軸に並べた2モーター（走行用/発電用）とクラッチを一体化してトランスミッションケースに内蔵した電気式CVTを搭載する。電気式CVTの上部には昇圧ユニットや2つのモーター制御ユニット、インバーターを内蔵したパワーコントロールユニットが置かれ、リアシート後部にはインテリジェントパワーユニット（IPU）と呼ばれるバッテリー制御ユニットやDC/DCコンバーターを一体化したユニットを搭載する。モーターはIPM（埋め込み式磁石）同期型で出力は124kW。初代に比べておよそ10倍、2Lのガソリンエンジンと同等の出力である。印加電圧は700Vに高められている。トルクは3Lガソリンエンジン車に匹敵するが、低回転時にトルクが大きいという電気モーターの特性により、発進時の加速は3Lガソリンエンジン車を上回る。
これまでのホンダのハイブリッドシステムでは電気エネルギーを用いて走行する、ゼロ・エミション走行ができなかったが、それを可能にした。発進と低中速域の走行ではバッテリーの電気エネルギーを用いて走行用モーターを駆動し、減速時には走行用モーターが発電機の役割となって運動エネルギーを回生する「EVドライブモード」を使用する。加速時やバッテリー残量が閾値を下回ると電池からの電力およびエンジンを用いて発電用モーターを回し発電した電力を加える「ハイブリッドドライブモード」を使用する。バッテリー残量が所定範囲内に維持されるように制御が行われる。70km/hの高速域ではオーバードライブクラッチによってエンジンが駆動軸に直結されるパラレルハイブリッド式の「エンジンドライブモード」を使用し、必要に応じてモーターアシストが行われる。3つのモードを状況に応じて最も適したモードに自動切替することにより、加速応答性とJC08モード燃費で30.0km/Lの低燃費を両立した。
ガソリン仕様よりボディが軽量化されており、フロントサブフレームはガソリンモデルのアルミとスチールのハイブリッド構造からオールアルミ製となり、ボンネットやリアバンパービームもアルミ化、スペアタイヤは省かれパンク修理キットを搭載する。低ころがり抵抗タイヤ、低ドラッグ鍛造アルミホイールとホイールカバー、低フリクションホイールベアリングなどを装備。空力性能も高められ、フロアアンダーカバーやリアデッキリッドスポイラーなどを搭載する。デザイン面ではヘッドライトとグリル周りのブルーアクセントやHYBRIDバッジでガソリン車と区別される。
以上の機構の採用により、高い燃費性能を実現した。電動サーボブレーキにより回生ブレーキと油圧ブレーキが適切に配分できるため、ハイブリッド車にありがちなぎくしゃくブレーキはなく、非常になめらかに減速できる。箱根などの坂道の上りでの出力が十分でなくエンジンも高回転で騒音が高いこと、また下り坂でエンジンブレーキの能力に制限がありブレーキがフェードしやすいことが雑誌カーグラフィック2013年9月号で指摘されているが，このクルマはガソリン車と違い機構上エンジンブレーキは存在しないので誤った記事である。ブレーキは油圧より回生が優先され、回生ブレーキは満充電の時にも発電した電力でエンジンを空転させることで失効しないため、原理的にはフェードは起こりにくい。ただし、Bレンジ時で満充電になったときは制動に変化が起きることがある。

### アコードプラグインハイブリッド
2013年1月15日より2014年モデルとしてカリフォルニア州とニューヨーク市で販売を開始した。
駆動/回生用と発電用の2モーターを備えた、シリーズ方式ハイブリッドシステム「SPORT HYBRID i-MMD Plug-in」を採用している。同システムは2010年11月のロサンゼルスオートショーにて概要が公表され、アコードベースの試作車により埼玉県やトーランス市と提携し実証プログラムも行われた。
燃費はEV走行時のみで市街地/高速道路/総合が124/105/115MPG、ハイブリッド走行で47/46/46MPG、最大走行距離はEV走行で13マイル（20.9km）、エンジン走行も加えると574マイル（923km）となる。ハイブリッドとの大きな違いはバッテリー容量と車載充電器を搭載したことである。出力6.6kWhの充電器を内蔵し、バッテリー充電時間は120Vで3時間以下、Leviton製の240V充電ステーションを使用すれば1時間以下となる。バッテリーは出力41kW、容量6.7kWhのブルーエナジー製リチウムイオンバッテリーを搭載する。バッテリースペースのためトランク容量はガソリンモデルの半分となる。
ハイブリッドモードスイッチを搭載し、バッテリー残量が多い状況でもEVドライブを抑制しハイブリッドドライブでの走行が優先され、さらにスイッチ長押しによりHVチャージモードとなりバッテリー充電を優先しながらの走行ができる。
インテリアは環境負荷の低いバイオファブリック素材を使用する。スマホアプリのホンダリンクにより車の充電状況などの状態が確認可能である。
主要装備はガソリン車の最上位モデルであるツーリングモデルをベースにしており、LEDヘッドライトなど装備は充実している。EVモード走行時に歩行者へ接近を伝えるAVAS（アコースティックビークルアラーティングシステム）を採用する。
2013年3月15日に行なわれたメディア向けに技術説明会において、6月に日本国内でも発売されるとの発表があったと報道され、アコードハイブリッドの発表・販売開始と同時に法人向けユーザーのみを対象にリース販売を開始した。2013年12月19日には、個人向けにも台数限定で翌20日からリース販売することを発表している。
「SPORT HYBRID i-MMD」に大容量のリチウムイオンバッテリーを組み合わせたプラグインハイブリッドシステムを搭載しており、満充電状態でのEV走行距離が37.6kmと日常走行の多くをカバーでき、さらに、EV走行可能距離がゼロになった後でも「アコード ハイブリッド」同様に高効率のためJC08モードのPHV複合燃費で70.4km/Lを達成した。
アメリカでは2015年5月まででトータル1,030台が販売された。2016年3月に生産を終了し、日本国内での累計登録数は238台であった。2018年7月に発売されたクラリティPHEVが事実上の後継車となる。

### 年表
- 2013年
  - 1月15日 - 北米向け9代目アコードをベースにPHVを搭載した「アコード プラグ-イン」が発売された。
  - 5月31日 - 日本国内で「アコードハイブリッド」のティザーサイトをホームページ上に公開された[12]。
  - 6月20日 - 公式発表（翌6月21日販売開始）[13]。
  - 10月1日 - グッドデザイン賞を受賞[14]。
  - 12月19日 - 外部給電を廃止する代わりに進化型CMBSなどの安全装備を標準搭載した新グレード「SX」を設定、同時に個人向けにも台数限定で翌20日からリース販売すると発表[15]。
- 2016年
  - 4月21日 - 日本国内でアコードのマイナーチェンジモデルに関するティザーサイトが公開された[16]。
  - 5月26日 - 日本国内でハイブリッドモデルをマイナーチェンジし、同日より販売を開始した[17]。
- 2020年
  - 1月末 - 生産終了。以後、在庫のみの販売となる。
  - 2月20日 - 日本国内で10代目モデルへフルモデルチェンジのため販売終了。